# Villahermosa (Ciudad Real)
Villahermosa ist ein Dorf und eine spanische Gemeinde (municipio) mit 1.709 Einwohnern (Stand: 2024) im Südosten der historischen Landschaft La Mancha in der Provinz Ciudad Real in der Region Kastilien-La Mancha in Zentralspanien. 

## Lage und Klima
Villahermosa liegt etwa 85 Kilometer ostsüdöstlich von Ciudad Real in einer Höhe von ca. 820 m. Das Klima ist meist trocken und warm; der spärliche Regen (ca. 497 mm/Jahr) fällt überwiegend in den Wintermonaten.

## Bevölkerungsentwicklung
| Jahr      | 1970 | 1981 | 1991 | 2001 | 2011 | 2021 |
| Einwohner | 4951 | 3256 | 2974 | 2577 | 2181 | 1770 |

Infolge der Mechanisierung der Landwirtschaft, der Aufgabe bäuerlicher Kleinbetriebe („Höfesterben“) und der dadurch ausgelösten „Landflucht“ ist die Einwohnerzahl der Kleinstadt in der zweiten Hälfte des 20. Jahrhunderts deutlich gesunken.

## Sehenswürdigkeiten
- Kirche Mariä Himmelfahrt (Iglesia de Nuestra Señora de la Asunción)
- Wallfahrtskirche der Jungfrau von La Carrasca
- Rathaus

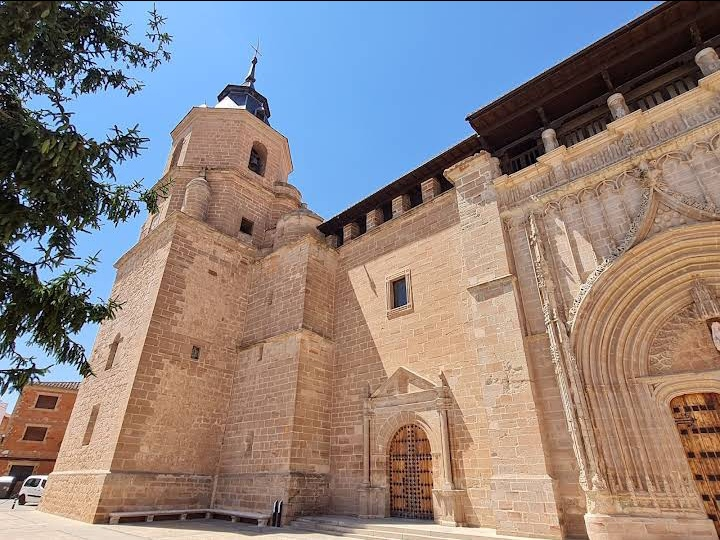
Kirche Mariä Himmelfahrt
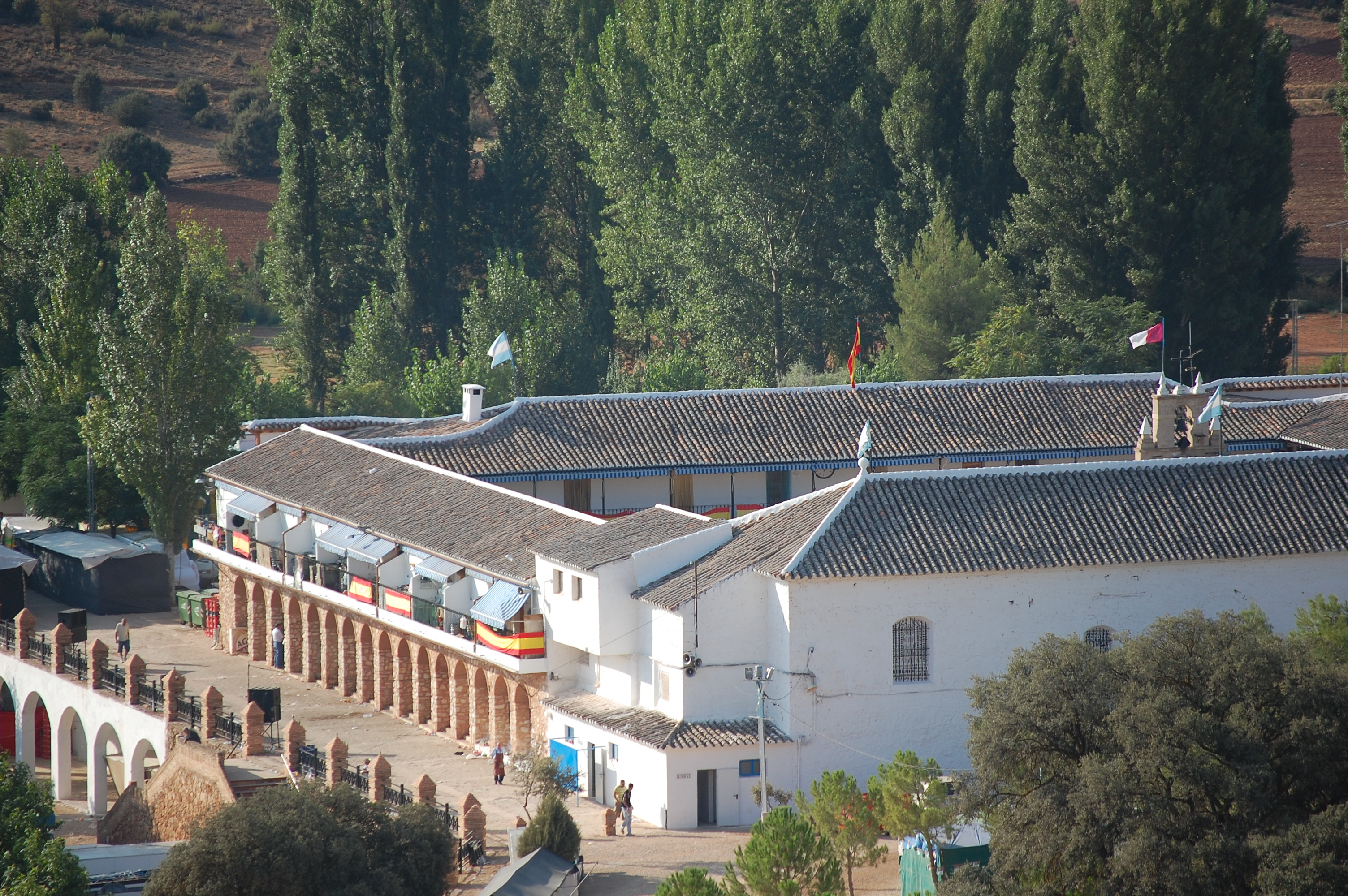
Wallfahrtskirche